# 정존수
정존수(鄭存秀, 1910년 5월 14일 한성부 ∼ 1993년 9월 4일)는 법조인 출신의 대한민국 정치인이다. 제3,4대 민의원의원을 지냈다. 호는 계암(㑧巖, 溪巖)이다.

## 약력
- 경성법학전문학교 졸업
- 서울지방검찰청 개성지청장
- 서울지방법원 수원지원장
- 변호사
- 경기도선거위원회 위원장
- 자유당 감찰위원장
- 자유당 경기도당 위원장

## 역대 선거 결과
|  | 52.78% |

|  | 50.99% |

|  | 0% |

|  | 5.26% |